# ブリリアントベリー
ブリリアントベリー（欧字名:Brilliant Very、1990年4月11日 - 不明）は、日本の競走馬、繁殖牝馬。
自身は重賞タイトルに手が届かなかったが、引退後繁殖牝馬としてカンパニーなどの活躍馬を産んだ。

## 経歴

### 競走馬時代
1992年11月28日、中京競馬場第3レースの3歳新馬戦で塩村克己を鞍上にデビューし、2着に3馬身1/2差の圧勝で新馬勝ちを収める。その後条件戦2戦では1度武豊、その後全てのレースで手綱を握ることになる藤田伸二とともに2着、3着と好走した。しかし、初重賞参戦となる4歳牝馬特別では8番人気からの9着と惨敗してしまう。その後4歳以上500万下を6馬身差、臥牛山特別を3馬身差でどちらも1番人気で2連勝し、再びの重賞参戦となるローズステークスでも8番人気での出走となるが、13着に4馬身も離された14頭立て14着のシンガリ負けを喫し、このレースを最後に現役を引退した。

### 繁殖牝馬時代
引退後はノーザンファームで繁殖入りした。初年度はサンデーサイレンスと交配されるも、その仔は1戦未勝利に終わった。翌年はトニービンと交配されたが、産駒は誕生しなかった。
1998年に誕生したフジキセキとの仔であるニューベリーは、中央でオープンまで勝ち上がり、重賞タイトルには手が届かなかったものの9勝を挙げた。その後岩手競馬に移籍し、2007年に9歳にしてシアンモア記念を制し念願の重賞制覇を果たした。
その翌年の産駒であるトニービンとの仔のレニングラードは、2004年のアルゼンチン共和国杯を制し、産駒初の重賞初制覇を果たした。
2001年産の、重賞未勝利馬のミラクルアドマイヤとの仔であるカンパニーは、デビュー後から重賞で好走し、2005年の京阪杯で重賞初制覇を果たした。その後も産経大阪杯、関屋記念、中山記念など次々と重賞を勝つもGIタイトルにはなかなか手が届かなかった。しかし、8歳となった2009年、5番人気で挑んだ天皇賞・秋でウオッカやスクリーンヒーローといった強敵を打ち負かして悲願のGIタイトルを獲得した。さらに、引退レースとなったマイルチャンピオンシップでは1番人気に支持され、その人気に応える勝利を掴んだ。この8歳馬による平地GI初制覇という功績を称え、同馬にはこの年のJRA賞特別賞が贈られた。重賞を結果的に9勝したカンパニーは生涯で9億円以上の賞金を稼ぎ、ブリリアントベリーの仔の中では断トツで最も多くの賞金を稼いだこととなった。
その後しばらくは中央でオープンまで上り詰める馬を出すことは出来なかったが、2009年産のディープインパクトとの仔のヒストリカルが2012年の毎日杯を制した。
しかし、ヒストリカルを産んだ以降は6回種付けし3回不受胎となる。2012年頃にノーザンファームからハシモトファームへと移動したが、そこで誕生した産駒はハービンジャーとの仔で2013年産のプロジェクトのみであり、その年は種付けせず、以降の2年は不受胎であった。2015年9月付で用途変更となる。

## 競走成績
以下の内容は、netkeiba.comおよびJBISサーチに基づく。
| 競走日     | 競馬場 | 競走名       | 格      | 距離（馬場）  | 頭 数 | 枠 番 | 馬 番 | オッズ （人気） | 着順 | タイム （上り3F） | 着差 | 騎手      | 斤量 [kg] | 1着馬（2着馬）     | 馬体重 [kg] |
| ---------- | ------ | ------------ | ------- | ------------- | ----- | ----- | ----- | --------------- | ---- | ----------------- | ---- | --------- | --------- | ------------------ | ----------- |
| 1992.11.28 | 中京   | 3歳新馬      |         | ダ1000m（良） | 14    | 8     | 13    | 002.70（2人）   | 01着 | R1:01.0（36.4）   | -0.6 | 0塩村克己 | 53        | （メジロリリー）   | 406         |
| 1993.01.17 | 京都   | 4歳500万下   |         | ダ1200m（重） | 14    | 8     | 13    | 002.70（1人）   | 02着 | R1:11.9（48.4）   | -0.1 | 0武豊     | 53        | メジロリリー       | 390         |
| 0000.02.21 | 京都   | 4歳500万下   |         | ダ1400m（稍） | 11    | 6     | 6     | 002.00（1人）   | 03着 | R1:26.5（51.2）   | -0.6 | 0藤田伸二 | 52        | ビッグガビー       | 390         |
| 0000.03.21 | 阪神   | 4歳牝馬特別  | GII     | 芝1400m（良） | 16    | 5     | 9     | 033.40（8人）   | 09着 | R1:26.0（50.8）   | -2.0 | 0藤田伸二 | 54        | ヤマヒサローレル   | 390         |
| 0000.08.22 | 函館   | 4歳上500万下 |         | 芝1000m（不） | 13    | 8     | 12    | 003.20（1人）   | 01着 | R0:59.5（36.4）   | -1.0 | 0藤田伸二 | 53        | （レディコスマー） | 410         |
| 0000.09.04 | 函館   | 臥牛山特別   | 900万下 | 芝1200m（重） | 11    | 7     | 8     | 002.20（1人）   | 01着 | R1:13.1（38.3）   | -0.5 | 0藤田伸二 | 53        | （ホシワイス）     | 412         |
| 0000.10.24 | 京都   | ローズS      | GII     | 芝2000m（良） | 14    | 7     | 12    | 035.40（8人）   | 14着 | R2:02.8（36.8）   | -2.6 | 0藤田伸二 | 55        | スターバレリーナ   | 406         |

## 繁殖成績
|        | 馬名               | 誕生年 | 毛色   | 父                 | 性    | 厩舎                           | 馬主               | 戦績・備考                                                                  | 出典   |
| ------ | ------------------ | ------ | ------ | ------------------ | ----- | ------------------------------ | ------------------ | --------------------------------------------------------------------------- | ------ |
| 初仔   | スピードアドマイヤ | 1996年 | 栗毛   | サンデーサイレンス | 騸    | 栗東・音無秀孝                 | 近藤利一           | 1戦0勝（引退）                                                              | [ 5 ]  |
| 2番仔  | （血統未登録）     | 1997年 |        | トニービン         | 牝    |                                |                    |                                                                             | [ 6 ]  |
| 3番仔  | ニューベリー       | 1998年 | 鹿毛   | フジキセキ         | 牡    | 栗東・音無秀孝 →岩手・小西重征 | 近藤英子 →松井淳二 | 50戦10勝（シアンモア記念優勝・引退）                                        | [ 7 ]  |
| 4番仔  | レニングラード     | 1999年 | 栗毛   | トニービン         | 牡    | 栗東・音無秀孝                 | 近藤英子           | 12戦4勝（アルゼンチン共和国杯優勝・引退）                                   | [ 8 ]  |
| 5番仔  | アドマイヤベリー   | 2000年 | 栗毛   | ダンスインザダーク | 牝    | 栗東・的場均 →岩手・小西重征   | 近藤利一 →近藤英子 | 8戦0勝（引退・繁殖）                                                        | [ 9 ]  |
| 6番仔  | カンパニー         | 2001年 | 鹿毛   | ミラクルアドマイヤ | 牡    | 栗東・音無秀孝                 | 近藤英子           | 35戦12勝 （天皇賞（秋）・マイルチャンピオンシップ優勝、 他重賞7勝・種牡馬） | [ 10 ] |
| 7番仔  | リアルコンコルド   | 2002年 | 鹿毛   | フサイチコンコルド | 牡    | 栗東・音無秀孝                 | 近藤英子           | 20戦4勝（引退）                                                             | [ 11 ] |
| 8番仔  | ゲイル             | 2003年 | 鹿毛   | エンドスウィープ   | 牡    | 栗東・音無秀孝                 | 近藤英子           | 27戦3勝（引退）                                                             | [ 12 ] |
| 9番仔  | グラシアス         | 2004年 | 鹿毛   | フサイチコンコルド | 牝    | 栗東・音無秀孝 →栗東・羽月友彦 | 近藤英子           | 4戦0勝（引退・繁殖）                                                        | [ 13 ] |
| 10番仔 | サバース           | 2005年 | 鹿毛   | アドマイヤベガ     | 牡→騸 | 栗東・音無秀孝 →美浦・栗田徹   | 近藤英子 →吉田和美 | 32戦4勝（引退）                                                             | [ 14 ] |
| 11番仔 | ガウディ           | 2006年 | 栗毛   | ジャングルポケット | 牡→騸 | 栗東・音無秀孝                 | 近藤英子           | 7戦1勝（引退）                                                              | [ 15 ] |
| 12番仔 | ヒーロー           | 2007年 | 栗毛   | フジキセキ         | 牡    | 栗東・音無秀孝                 | 近藤英子 →吉田和美 | 21戦3勝（引退）                                                             | [ 16 ] |
| 13番仔 | オーシャンビーナス | 2008年 | 栗毛   | リンカーン         | 牝    | 栗東・音無秀孝                 | 近藤英子           | 19戦2勝（引退・繁殖）                                                       | [ 17 ] |
| 14番仔 | ヒストリカル       | 2009年 | 黒鹿毛 | ディープインパクト | 牡    | 栗東・音無秀孝                 | 近藤英子           | 37戦5勝（毎日杯優勝・種牡馬）                                               | [ 18 ] |
| 15番仔 | （不受胎）         | 2010年 |        | ジャングルポケット |       |                                |                    |                                                                             |        |
| 16番仔 | アレクサンドル     | 2011年 | 鹿毛   | ジャングルポケット | 牡    | 栗東・音無秀孝                 | 近藤英子           | 3戦0勝（引退）                                                              | [ 19 ] |
| 17番仔 | ビバリーヒルズ     | 2012年 | 栗毛   | スニッツェル       | 牝    | 栗東・須貝尚介 →栗東・寺島良   | 近藤英子           | 11戦2勝（引退・繁殖）                                                       | [ 20 ] |
| 18番仔 | プロジェクト       | 2013年 | 栗毛   | ハービンジャー     | 牡    | 栗東・音無秀孝                 | 近藤英子           | 4戦1勝（引退）                                                              | [ 21 ] |
| 19番仔 | （不受胎）         | 2015年 |        | ゼンノロブロイ     |       |                                |                    |                                                                             |        |
| 20番仔 | （不受胎）         | 2016年 |        | タートルボウル     |       |                                |                    |                                                                             |        |

## 血統表
| ブリリアントベリーの血統                      | ブリリアントベリーの血統                                  | ブリリアントベリーの血統                                  | （血統表の出典）                                          | （血統表の出典） |
| 父系                                          | ノーザンテースト系                                        | ノーザンテースト系                                        | ノーザンテースト系                                        | [ § 2 ]          |
| 父 *ノーザンテースト Northern Taste 1971 栗毛 | 父の父Northern Dancer 1961 鹿毛                           | Nearctic                                                  | Nearco                                                    | Nearco           |
| 父 *ノーザンテースト Northern Taste 1971 栗毛 | 父の父Northern Dancer 1961 鹿毛                           | Nearctic                                                  | Lady Angela                                               |                  |
| 父 *ノーザンテースト Northern Taste 1971 栗毛 | 父の父Northern Dancer 1961 鹿毛                           | Natalma                                                   | Native Dancer                                             | Native Dancer    |
| 父 *ノーザンテースト Northern Taste 1971 栗毛 | 父の父Northern Dancer 1961 鹿毛                           | Natalma                                                   | Almahmoud                                                 |                  |
| 父 *ノーザンテースト Northern Taste 1971 栗毛 | 父の母Lady Victoria 1962 黒鹿毛                           | Victoria Park                                             | Chop Chop                                                 | Chop Chop        |
| 父 *ノーザンテースト Northern Taste 1971 栗毛 | 父の母Lady Victoria 1962 黒鹿毛                           | Victoria Park                                             | Victoriana                                                |                  |
| 父 *ノーザンテースト Northern Taste 1971 栗毛 | 父の母Lady Victoria 1962 黒鹿毛                           | Lady Angela                                               | Hyperion                                                  | Hyperion         |
| 父 *ノーザンテースト Northern Taste 1971 栗毛 | 父の母Lady Victoria 1962 黒鹿毛                           | Lady Angela                                               | Sister Sarah                                              |                  |
| 母 *クラフティワイフ Crafty Wife 1985 栗毛    | 母の父Crafty Prospector 1979 栗毛                         | Mr. Prospector                                            | Raise a Native                                            | Raise a Native   |
| 母 *クラフティワイフ Crafty Wife 1985 栗毛    | 母の父Crafty Prospector 1979 栗毛                         | Mr. Prospector                                            | Gold Digger                                               |                  |
| 母 *クラフティワイフ Crafty Wife 1985 栗毛    | 母の父Crafty Prospector 1979 栗毛                         | Real Crafty Lady                                          | In Reality                                                | In Reality       |
| 母 *クラフティワイフ Crafty Wife 1985 栗毛    | 母の父Crafty Prospector 1979 栗毛                         | Real Crafty Lady                                          | Princess Roycraft                                         |                  |
| 母 *クラフティワイフ Crafty Wife 1985 栗毛    | 母の母Wife Mistress 1979 栗毛                             | Secretariat                                               | Bold Ruler                                                | Bold Ruler       |
| 母 *クラフティワイフ Crafty Wife 1985 栗毛    | 母の母Wife Mistress 1979 栗毛                             | Secretariat                                               | Somethingroyal                                            |                  |
| 母 *クラフティワイフ Crafty Wife 1985 栗毛    | 母の母Wife Mistress 1979 栗毛                             | Political Payoff                                          | Buckpasser                                                | Buckpasser       |
| 母 *クラフティワイフ Crafty Wife 1985 栗毛    | 母の母Wife Mistress 1979 栗毛                             | Political Payoff                                          | Tiny Request                                              |                  |
| 母系(F-No.)                                   | クラフティワイフ(USA)系(FN:9-a)                           | クラフティワイフ(USA)系(FN:9-a)                           | クラフティワイフ(USA)系(FN:9-a)                           | [ § 3 ]          |
| 5代内の近親交配                               | Lady Angela 4 × 3 = 18.75％、Native Dancer 4 × 5 = 9.38％ | Lady Angela 4 × 3 = 18.75％、Native Dancer 4 × 5 = 9.38％ | Lady Angela 4 × 3 = 18.75％、Native Dancer 4 × 5 = 9.38％ | [ § 4 ]          |
| 出典                                          | 1. 2. 3. 4.                                               | 1. 2. 3. 4.                                               | 1. 2. 3. 4.                                               | 1. 2. 3. 4.      |